# Bahnhof Greifswald
Der Bahnhof Greifswald ist der wichtigste Bahnhof der mecklenburg-vorpommerschen Kreisstadt Greifswald im Landkreis Vorpommern-Greifswald. Er befindet sich am Streckenkilometer 209,6 der Angermünde-Stralsunder Eisenbahn und wird von Nah- und Fernverkehrszügen der Deutschen Bahn bedient. Der Bahnhof selbst verfügt über einen Haus- sowie einen Mittelbahnsteig mit insgesamt drei Gleisen.

## Lage
Der Bahnhof liegt südwestlich der Innenstadt der 59.382 Einwohner (2018) zählenden Stadt Greifswald zwischen der Bahnhofstraße und der Osnabrücker Straße im Stadtteil Fettenvorstadt in einer Höhe von 2 m ü. NHN. Nördlich des Bahnhofs fließt der Ryck, westlich des Bahnhofs ist ein Regenrückhaltebecken und in östlicher Richtung befindet sich der Stadtgraben mit dem Schutzwall, der die Innenstadt von der Fettenvorstadt trennt.

## Geschichte
→ Siehe auch Geschichte der Angermünde-Stralsunder Eisenbahn
Die Anbindung der Stadt Greifswald erfolgte in der zweiten Hälfte des 19. Jahrhunderts an die Berlin-Stettiner Eisenbahn. Die Einweihung der Bahnstrecke Angermünde–Stralsund erfolgte am 26. Oktober 1863 durch den preußischen König Wilhelm I., der planmäßige Zugverkehr erfolgte dann ab 1. November 1863. Mit dem Bau der Strecke wurde zugleich auch ein Abzweig zum Hafen gebaut. Im Oktober 1863 wurde die Eisenbahnwerkstatt der Berlin-Stettiner Eisenbahngesellschaft in Betrieb genommen, sie war für Lokomotiven, Personen- und Güterwagen konzipiert. Im Jahr 1868 wurde das Bahnhofsgebäude in unmittelbarer Nähe der Wallanlagen fertiggestellt. Die preußische Staatsbahn übernahm 1881 die Berlin-Stettiner Eisenbahngesellschaft.
Am 26. November 1896 wurde die Bahnstrecke Greifswald–Grimmen–Tribsees eröffnet, deren Anlagen nach dem Ende des Zweiten Weltkriegs im Sommer 1945 bis auf kleine Reste abgebaut wurde.
Am 16. September 1897 wurde die Kleinbahn Greifswald–Jarmen eröffnet und am 30. April 1945 wieder eingestellt. Das Gleis baute man als Reparation an die Sowjetunion ab.

Am 20. Dezember 1898 wurde die Kleinbahn Greifswald–Wolgast eröffnet und Mitte 1945 ebenfalls als Reparationsleistung demontiert.

Am 21. Januar 1903 entstand eine kleine Hafenbahn, die am 21. November 1919 noch erweitert worden ist. Durch mehrere Um- und Erweiterungsbauten in den Jahren 1863, 1906/07 und 1911 bis 1913 wurde der Bahnbetrieb zum größten Industriebetrieb in Greifswald mit bis zu 800 Beschäftigten. Es gab auch Pläne, den Bahnhof am Hafen zu bauen, diese wurden jedoch wegen der peripheren Lage zur Streckenführung verworfen.
Bis zum Jahr 1910 wurde die Strecke von Angermünde bis Stralsund durchgehend zweigleisig ausgebaut. Mit dem Anstieg der Einwohnerzahl Ende 1928 wuchs auch die Bedeutung Greifswalds als Verkehrsknotenpunkt. In den Jahren 1937/38 wurde der Bahnhofsvorplatz durch das Städtische Grünamt umgestaltet, dabei entstanden die ersten Parkplätze und man verrohrte den Stadtgraben. Während des Zweiten Weltkrieges wurde das Empfangsgebäude beschädigt und anschließend wieder aufgebaut. Nach Kriegsende wurde ein Hauptgleis zwischen dem Berliner Außenring und Stralsund als Reparation für die Sowjetunion abgebaut. Die durchgehend zweigleisige Strecke von Angermünde nach Stralsund wurde  erst 1978 wieder in Betrieb genommen.
Am 20. August 1960 kollidierte eine Lokomotive mit einem im Bahnhof Greifswald haltenden Personenzug. Ein Reisender wurde schwer und sechs weitere wurden leicht verletzt.
Ende der 1960er Jahre wurde zeitgleich mit dem Bau der in Schönwalde fünf Kilometer südlich von Greifswald abzweigenden Bahnstrecke nach Lubmin die Anlagen erweitert und ein eigener Bahnsteig für die Züge nach Lubmin errichtet. Im Jahr 1982 baute man den Busbahnhof, eine Grünfläche mit einem Teich wurde dafür überbaut. Mit dem Neubau des größten deutschen Fährhafens Sassnitz (Mukran) in den 1980er Jahren, einem der letzten großen Verkehrsbauprojekte der DDR, begann die schrittweise Elektrifizierung der Strecke Berlin–Stralsund–Mukran. Am 9. September 1988 ging die Oberleitung zwischen Züssow und Greifswald in Betrieb, am 17. Dezember 1988 folgte die der Strecke zwischen Greifswald und Stralsund.

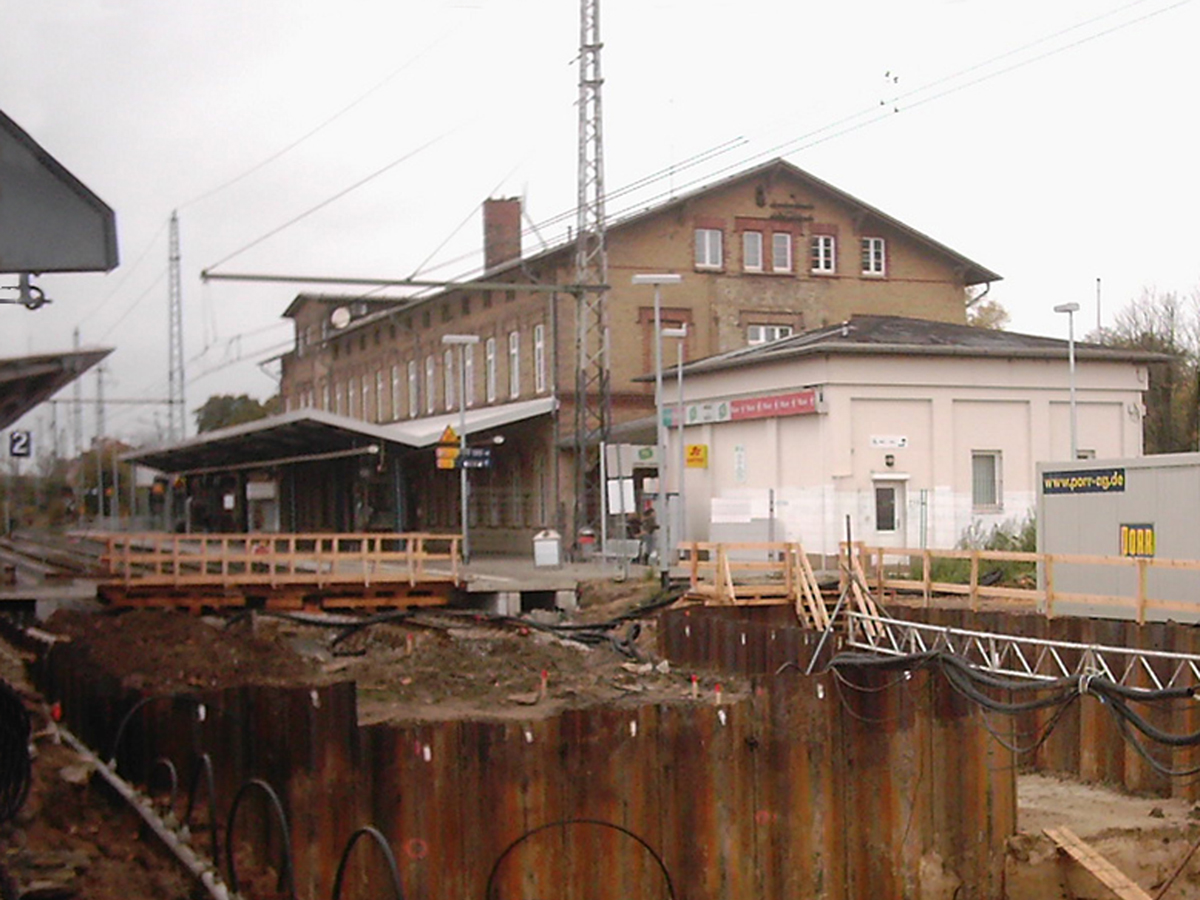
Bahnhof während der Sanierung

In den Jahren 2006 bis 2008 wurde der Bahnhof komplett saniert, dabei wurden die Bahnsteige, Bahnsteigdächer, die Fußgängerunterführung, Lautsprecher, Beleuchtung, Beschilderung sowie die Fuß- und Radwege im Zuge des Projektes „Bahnparallele Greifswald“ modernisiert. Neu hinzu kamen behindertengerechte Aufzüge, Blindenleitsysteme und eine Personenunterführung. Außerdem wurde die Dacheindeckung des Empfangsgebäudes saniert und die Fassade zur Gleisseite im Bereich Hausbahnsteig nach Auflagen der Denkmalpflege teilsaniert. Zur selben Zeit verlegte man auch die Bahnhofsstraße weiter nach Süden. Dabei wurde eine Unterführung unter dem Bahnhof gebaut, der alte Bahnübergang nördlich des Bahnhofs wurde nach Fertigstellung der Unterführung entfernt und durch eine Fußgängerunterführung ersetzt. Vom IV. Quartal des Jahres 2009 bis zum 15. Juli 2010 wurde das Bahnhofsgebäude durch das Konjunkturprogramm von Bund und Bahn saniert. Als zusätzliche Maßnahme zum Konjunkturprogramm sollte das elektronische Stellwerk für den Bereich Greifswald fertiggestellt und der Brandschutz am Bahnhof verbessert werden. Am 20. Januar 2008 ging das neue elektronische Stellwerk in Prenzlau in Betrieb. Mit diesem und dem neuen Stellwerk in Tantow wird die Bahnstrecke von Berlin bis Stralsund einschließlich der Strecke nach Stettin von der Betriebszentrale der Bahn in Berlin-Pankow ferngesteuert. Der Bahnhof steht heute unter Denkmalschutz.

## Bahnhofsgebäude

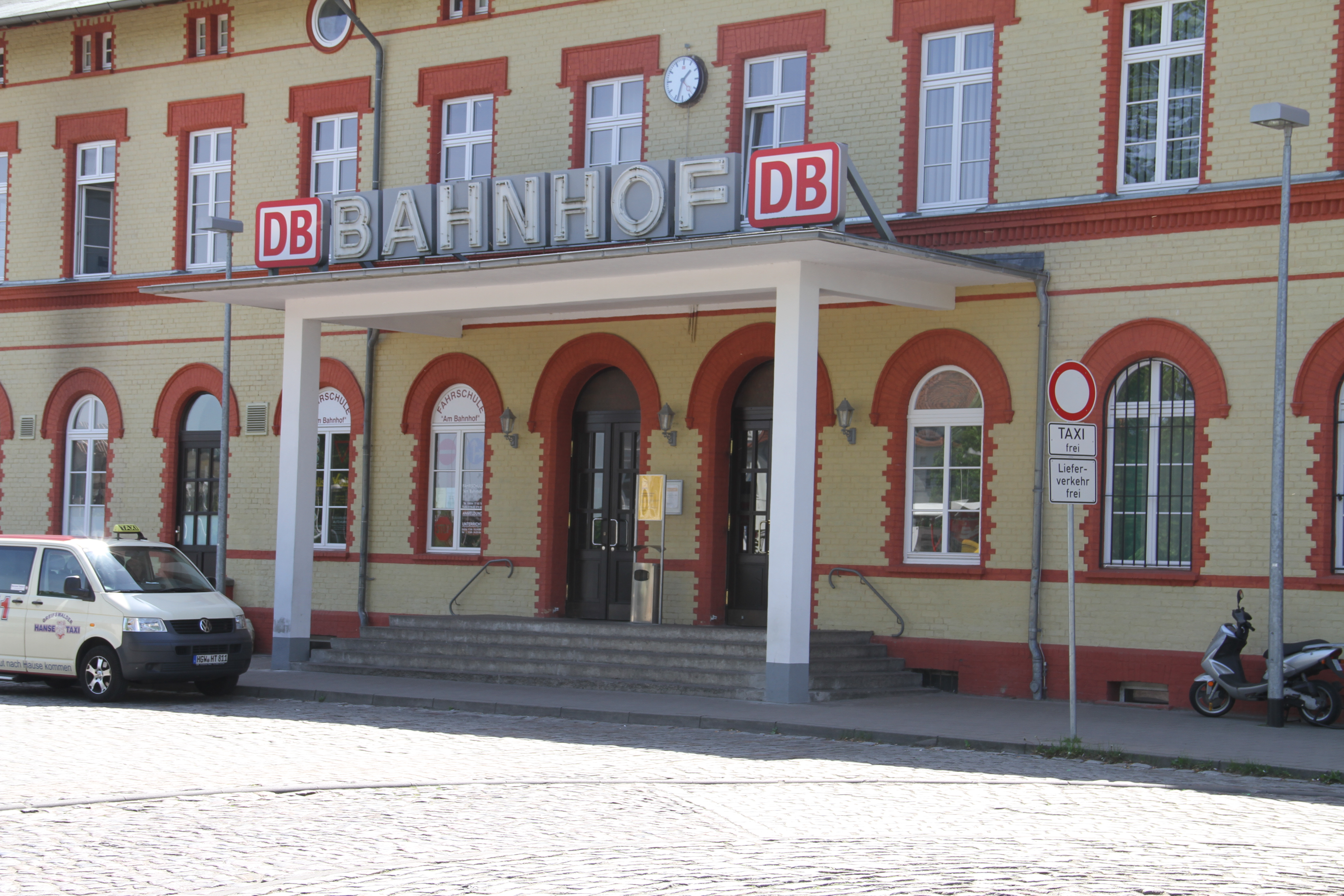
Eingang des Bahnhofs

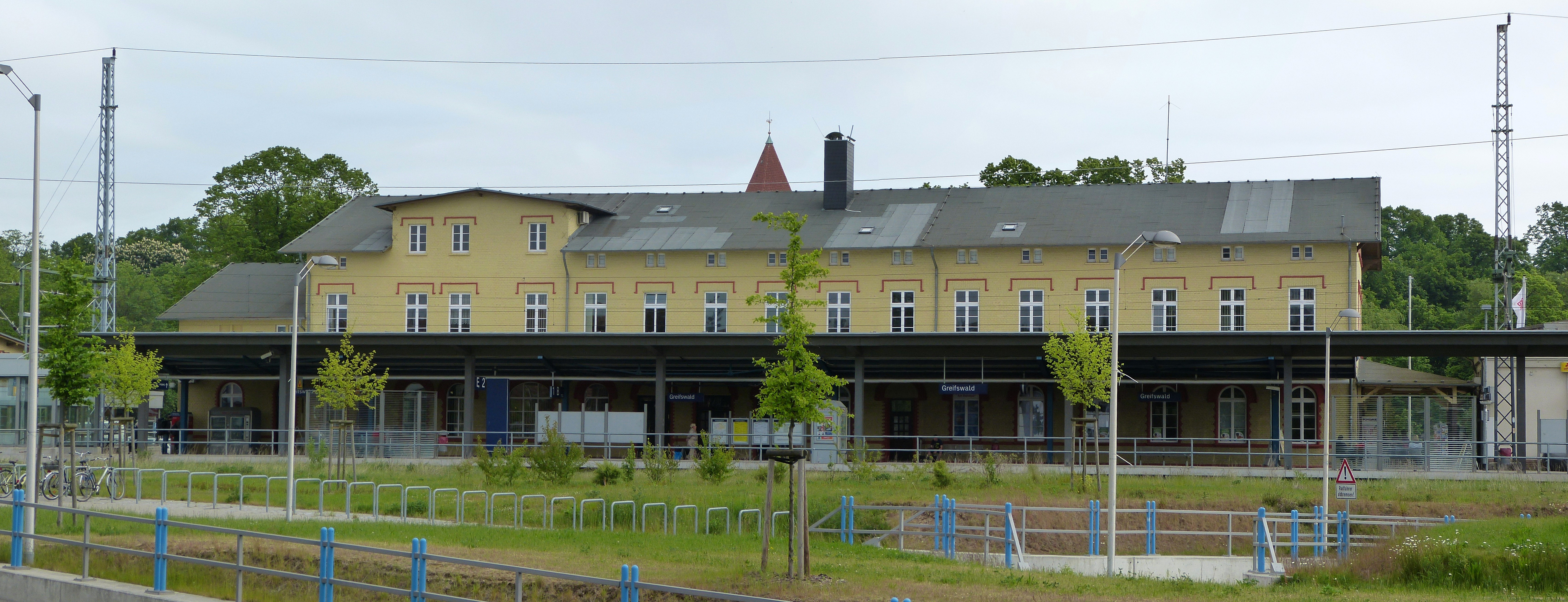
Rückseite des Bahnhofs

Das Bahnhofsgebäude wurde im Jahr 1879 fertiggestellt und besteht hauptsächlich aus Travertin-Naturstein. Es wurde im Stil des Klassizismus erbaut. Im Gebäude befindet sich eine Empfangshalle mit mehreren Sitzplätzen und ein DB-Reisezentrum. Vom IV. Quartal des Jahres 2009 bis zum 15. Juli 2010 wurde das Bahnhofsgebäude durch das Konjunkturprogramm von Bund und Bahn saniert. Zur Betriebsnahme, Einweihung und Inbetriebnahme des Bahnhofs kamen der Ministerpräsident Erwin Sellering (SPD), der Vorstandsvorsitzende der DB Station&Service AG Dr. André Zeug und der Oberbürgermeister von Greifswald Arthur König (CDU). Geplant wurde die Maßnahme von der DB Station&Service und durchgeführt durch die Form Nord GbR. Während der Sanierung wurde die Kellerdecke unterseitig gedämmt und der Dachaufbau sowie die Innenwände des denkmalgeschützten Gebäudes wurden von innen mit einer Dämmung versehen. Aus denkmalschutztechnischen Gründen konnte auf die Klinkerfassade des Gebäudes kein modernes Wärmedämmverbundsystem aufgebracht werden. Stattdessen wurde die Außenfassade mit Heißdampf gereinigt, Fehlstellen ausgebessert und dann komplett lasiert. Das komplette Gebäude bekam eine neue Farbgebung, die nach dem restauratorischen Gutachten in Abstimmung mit der Denkmalpflege erfolgte. Zudem wurde die Lüftungsanlage saniert und auf aktuelle Lüftungstechnik umgestellt. Die Sanierungsmaßnahme hatte das Ziel einer ganzheitlichen Substanzsanierung, einer größtmöglichen Kohlendioxid-Einsparung sowie einer optischen Modernisierung des Empfangsgebäudes. Die energetische Sanierung des Empfangsgebäudes trägt zur Einsparung von Ressourcen und damit zum nachhaltigen Schutz des Ökosystems bei. Insgesamt verringert sich der Ausstoß an Kohlendioxid um 70 Tonnen pro Jahr, dies entspricht etwa 27 %. Die eingesparte Energiemenge reicht aus, um 27 Einfamilienhäuser ein Jahr lang zu beheizen.

## Gleisanlage

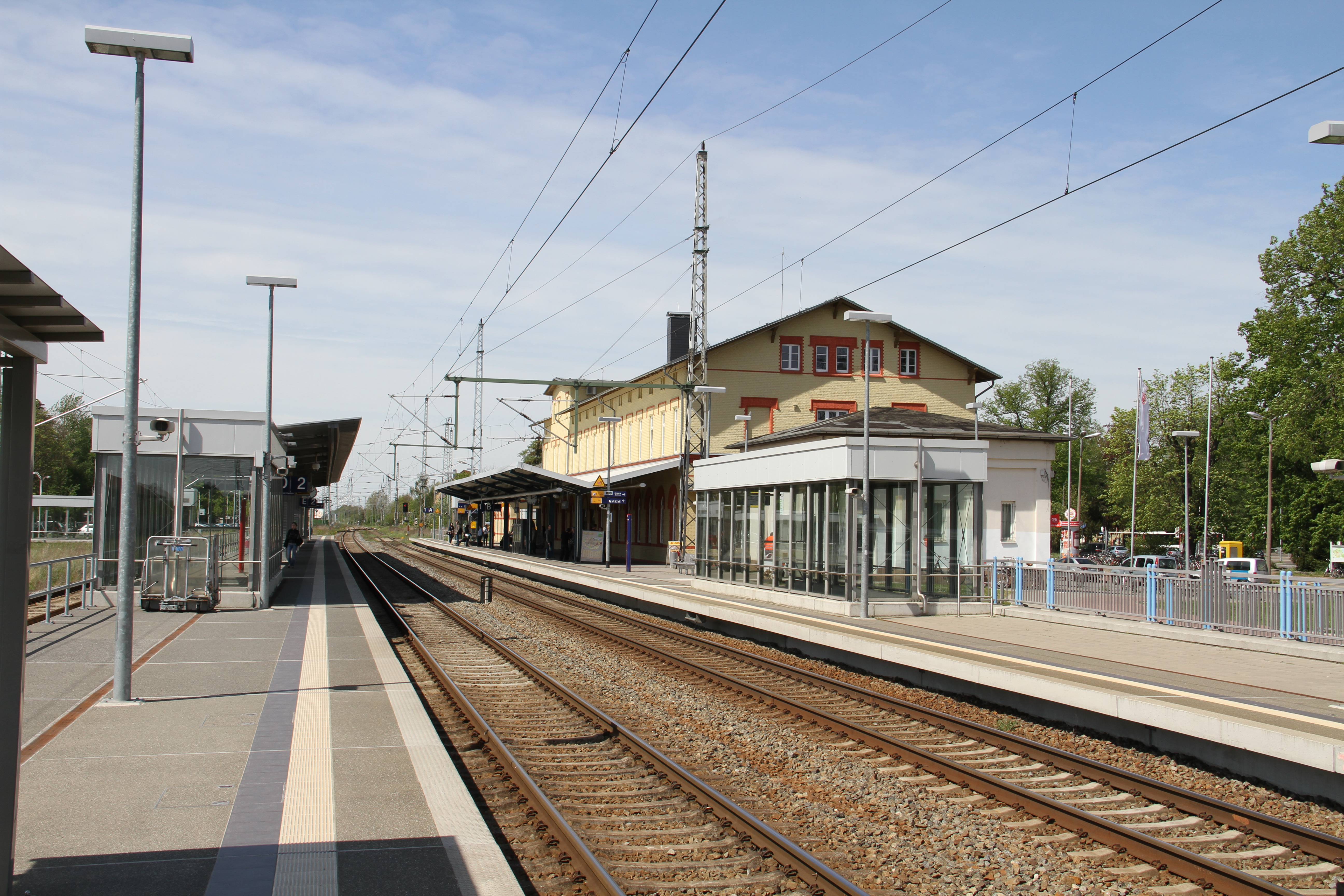
Gleisseite des Bahnhofs

Im Bahnhof gibt es drei Bahnsteiggleise mit jeweils 55 cm hohen Bahnsteigkanten. Gleis 1 liegt am Hausbahnsteig und hat eine Länge von 321 Metern, Gleise 2 und 3 liegen am Mittelbahnsteig. Die Bahnsteigkante am Gleis 2 ist 321 m lang und am Gleis 3 143 Meter, sie sind beide durch eine Unterführung mit dem Hausbahnsteig verbunden. Gleis 1 wird in der Regel von Zügen in Richtung Stralsund, Gleis 2 von Zügen in Richtung Berlin genutzt. Gleis 3 wird meist vom in Greifswald endenden RE7 oder RE10 in Anspruch genommen. Ansonsten wird Gleis 3 auch oft zum Abstellen von langsameren Güterzügen benutzt, damit Personenzüge diese überholen können. Fernverkehrszüge können am Gleis 3 aufgrund der kurzen Länge nicht halten, ebenso wie Regionalzüge mit mehr als vier Wagen. Am Bahnhof waren drei Rangiergleise für den Güterverkehr vorhanden, es gab noch Anschlussgleise zur Industriemühle und zum Werk Nachrichtenelektronik Greifswald, diese wurden jedoch wegen der geringen Benutzung abgebaut. Vom Bahnhofsvorplatz besteht Anschluss an mehrere Omnibuslinien, unter anderem an das Stadtbusliniennetz Greifswald, das von den Stadtwerken Greifswald betrieben werden. Die drei Linien verbinden den Bahnhof und die Innenstadt mit dem Gewerbegebiet und den außerhalb gelegenen Stadtteilen Schönwalde I, Schönwalde II, Ostseeviertel (Ryckseite), Ostseeviertel (Parkseite), Eldena und Wieck. Außerdem befindet sich vor dem Bahnhof ein Taxistand.
Im Bereich des Greifswalder Bahnhofes soll ein viertes rund 750 m langes Gleis für Rangierfahrten entstehen. Über dieses Gleis soll es möglich sein, Güter aus den Häfen Ladebow, Vierow und Lubmin neu zusammenzustellen.

## Güterbahnhof

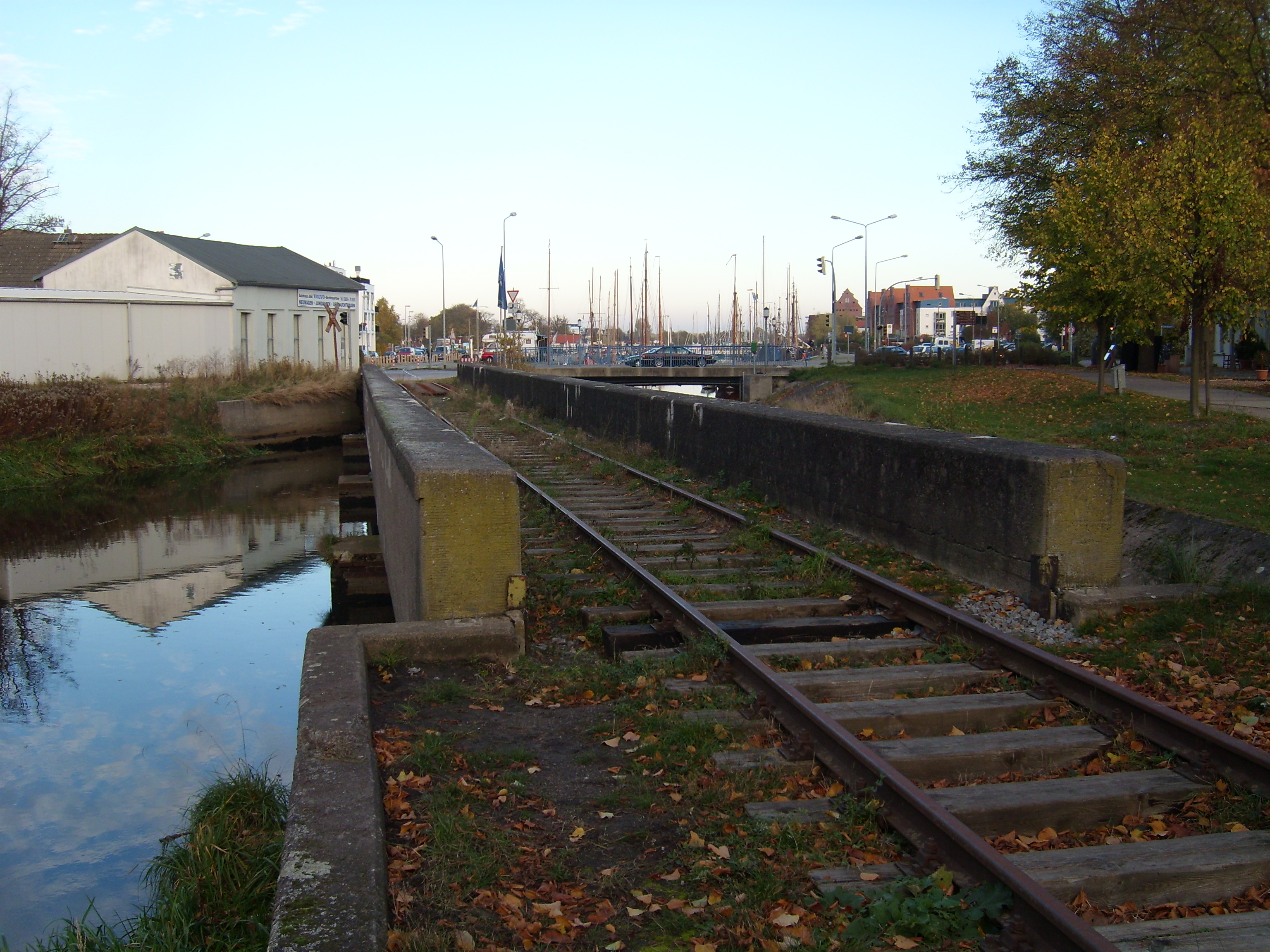
Gleis zum Hafen (alte Brücke über Ryck)

In Greifswald gab es einen Güterumschlag zwischen Eisenbahn und Schiff. Hauptumschlaggüter im 19. Jahrhundert waren Rüben, Kartoffeln, Getreide, Raps, Mohn, Phazelie, Mehl und Molkereiprodukte. Diese wurden am Hafen umgeschlagen, von der Bahn und vom Speicher auf das Schiff verladen. Aus den Kessler'schen Maschinenwerken wurden Gießereiprodukte und Maschinenteile verladen. Vom Schiff angekommene Güter wie Baumaterialien, Steine, Holz, Kohle, Kies, Metallstoffe, Papier und Textilstoffe wurden teilweise gleich auf die Hafenbahn umgeladen oder am Güterbahnhof zwischen Gützkower und Grimmer Straße verladen. Dort befand sich auch der Güterbahnhof und der Rangierbereich der Reichsbahn. Vom Bahnhof Greifswald bis zur Grimmer Straße befanden sich Tierstallungen zum Ankauf von Rindern und Schweinen sowie Kleintieren, diese wurden dann mit der Bahn abtransportiert. Im 20. Jahrhundert wurden Brennstoffe für die Armee mit der Bahn in das Treibstofflager nach Ladebow gebracht, um die Volksmarine zu versorgen. Aus einem Sackgleis (Gleis 3) des alten Reichsbahnreparaturwerkes fuhr die Werksbahn von und nach Lubmin zum Kernkraftwerk. Heute verkehren nur noch vereinzelt Züge auf dieser Strecke. Meistens sind dies Atommülltransporte zum Zwischenlager Nord in Lubmin. Das seit einigen Jahren nicht genutzte Gleis nach Ladebow wurde ab Anfang 2013 instand gesetzt, um hier wieder Eisenbahnbetrieb zu ermöglichen. Seitdem fahren einzelne Güterzüge mit Düngemitteln. Die angestrebte Anzahl von 100 Güterzügen pro Jahr wird zurzeit weit verfehlt. Nordöstlich von Brünzow-Vierow wurde 2012 von der Strecke nach Lubmin ein neuer Abzweig mit einem Anschlussgleis zum Hafen Vierow fertiggestellt, das für den Güterumschlag dort genutzt wird.

## Busbahnhof

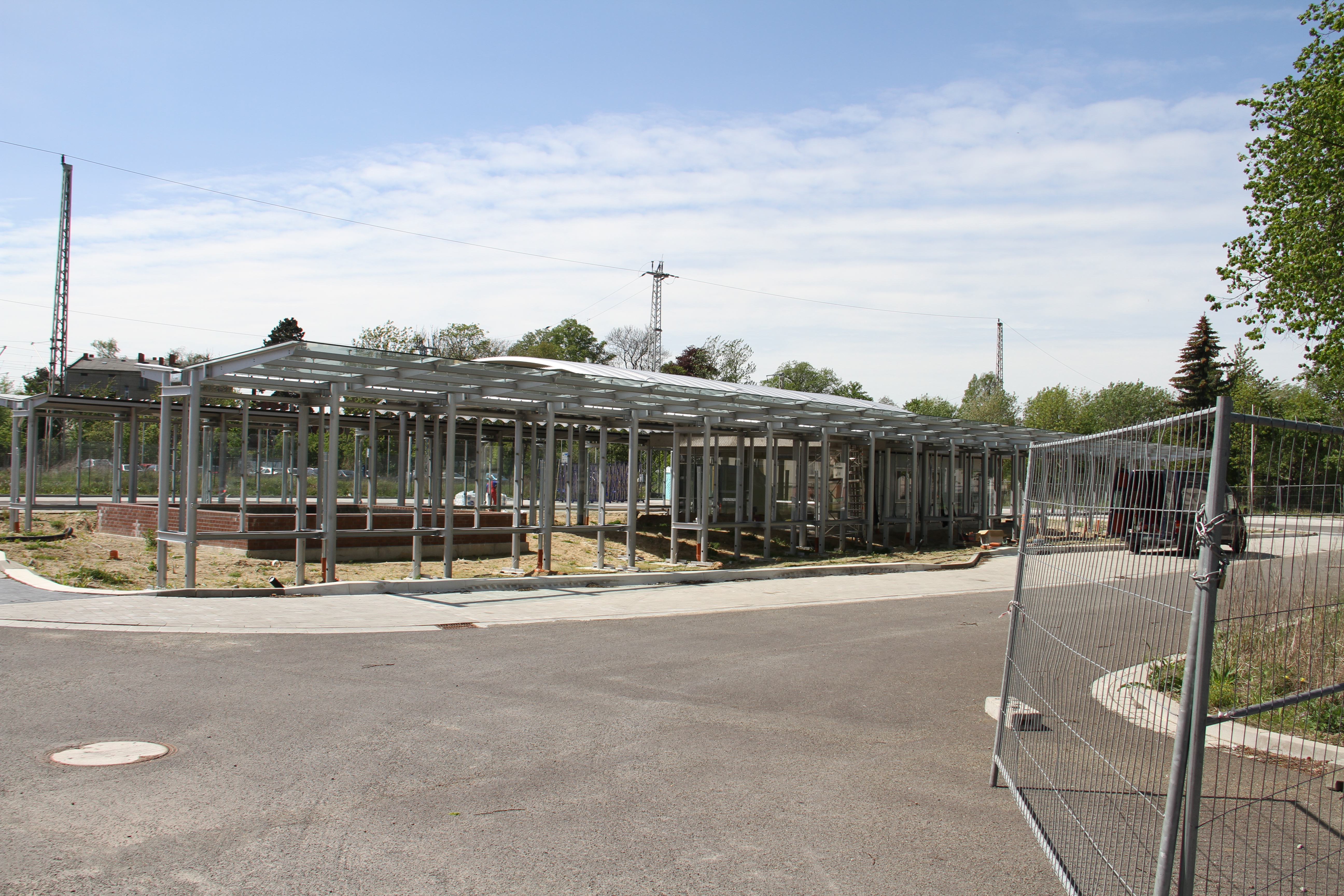
Neuer Busbahnhof (Mai 2012)

Ab 2010 wurde direkt neben dem Bahnhofsgebäude am Bahnhofsvorplatz ein neuer Busbahnhof gebaut. Der neue ZOB ermöglicht den Umstieg zwischen den Buslinien und der Bahn auf kurzem Weg. Der Bahnhof Greifswald ist ein Knotenpunkte im öffentlichen Personennahverkehr des Landes. Der Busbahnhof hat einen überdachten Mittelbereich und acht daran befindlichen Bussteigen, drei Haltestellen für den Stadtverkehr und fünf für den Regionalbusverkehr. Er wurde mit zwei Anzeigetafeln und einem Gebäude mit Warteraum für die Fahrgäste sowie einer Mobilitätszentrale mit Auskunft und Kartenverkauf ausgerüstet. Er ist mit einem Blindenleitsystem versehen.

## Zugverkehr

### Bis 1945
In den ersten Jahren verkehrten durch Greifswald täglich sieben Zugpaare zwischen Berlin und Stralsund. Davon waren vier reine Personenzugpaare, eines ein reines Güterzugpaar sowie zwei gemischte Zugpaare. Die Züge verkehrten zunächst zusammen mit den Stettiner Zügen und wurden in Angermünde geflügelt. Da der Personenverkehr stärker zunahm als zunächst erwartet, richtete die Berlin-Stettiner Eisenbahn-Gesellschaft bereits wenige Jahre später eigene Zugpaare ein. Durch die 1876 eröffnete Strecke Ducherow–Swinemünde, die eine durchgehende Verbindung nach Usedom ermöglichte, sowie der Strecke Altefähr–Bergen einschließlich eines Trajektverkehrs zwischen Stralsund und Altefähr im Jahr 1883 stiegen die Zahlen nochmals an. 1891 wurde letztere nach Sassnitz verlängert, von wo es ab 1897 mit einer Postdampferlinie in Richtung Trelleborg weiter ging. Aus dieser ging im Jahr 1909 der als „Königslinie“ bezeichnete Trajektverkehr zwischen beiden Häfen hervor. Gleichzeitig mit Einrichtung der Eisenbahnfähre wurde auch ein Nachtzugpaar zwischen Berlin und Stockholm eingerichtet. Ab 1896 verkehrten noch zusätzlich Regionalzüge und vereinzelt Güterzüge auf den neu eröffneten Strecken Greifswald–Jarmen und Greifswald–Tribsees, diese Züge entfielen nach Ende des Zweiten Weltkriegs 1945 wieder, da die Strecken demontiert wurden. Im Jahr 1897 kamen noch Regional- und Güterzüge auf der neu eröffneten Schmalspurstrecke Greifswald–Wolgast hinzu. Diese Züge fuhren nach Ende des Krieges 1945 wegen der Demontage der Gleise auch nicht mehr.
Durch die Erhöhung der Streckengeschwindigkeit auf der Hauptbahn verkürzte sich die Fahrzeit. Wegen steigender Fahrgastzahlen musste die Deutsche Reichsbahn das Angebot stetig erweitern. Den Vorkriegshöchststand erreichte die Auslastung im Jahr 1939 mit bis zu acht Personenzugpaaren täglich. Der Güterverkehr beschränkte sich wie die Jahre zuvor vor allem auf landwirtschaftliche Produkte. Im Laufe des Zweiten Weltkriegs wurde die Strecke an mehreren Stellen beschädigt oder zerstört. Daraufhin konnten während dieser Zeit keine Züge verkehren.

### 1945 bis 1989
Nach ersten Instandsetzungen konnten ab Juni 1945 die ersten Züge auf der Strecke rollen. Ein durchgehender Verkehr zwischen Berlin und Stralsund war ab dem Ende des Jahres möglich. 1947 konnte der Rügendamm wieder befahren werden, so dass der Zugverkehr nach Schweden wieder zunahm. Der Güterverkehr transportierte nun vor allem Produkte aus der Metall- und Erdölindustrie. In der Zeit der DDR fuhren Fernzüge von Saßnitz (heute Sassnitz) über Berlin nach Dresden, Karl-Marx-Stadt und Meiningen, von Stralsund über Berlin nach Leipzig oder Halle (Saale), teilweise auch weiter bis Nordhausen und von Züssow über Greifswald und Rostock nach Wismar. Zudem hatte man auch Anschluss in Sassnitz nach Oslo und Helsinki.

### Seit 1990

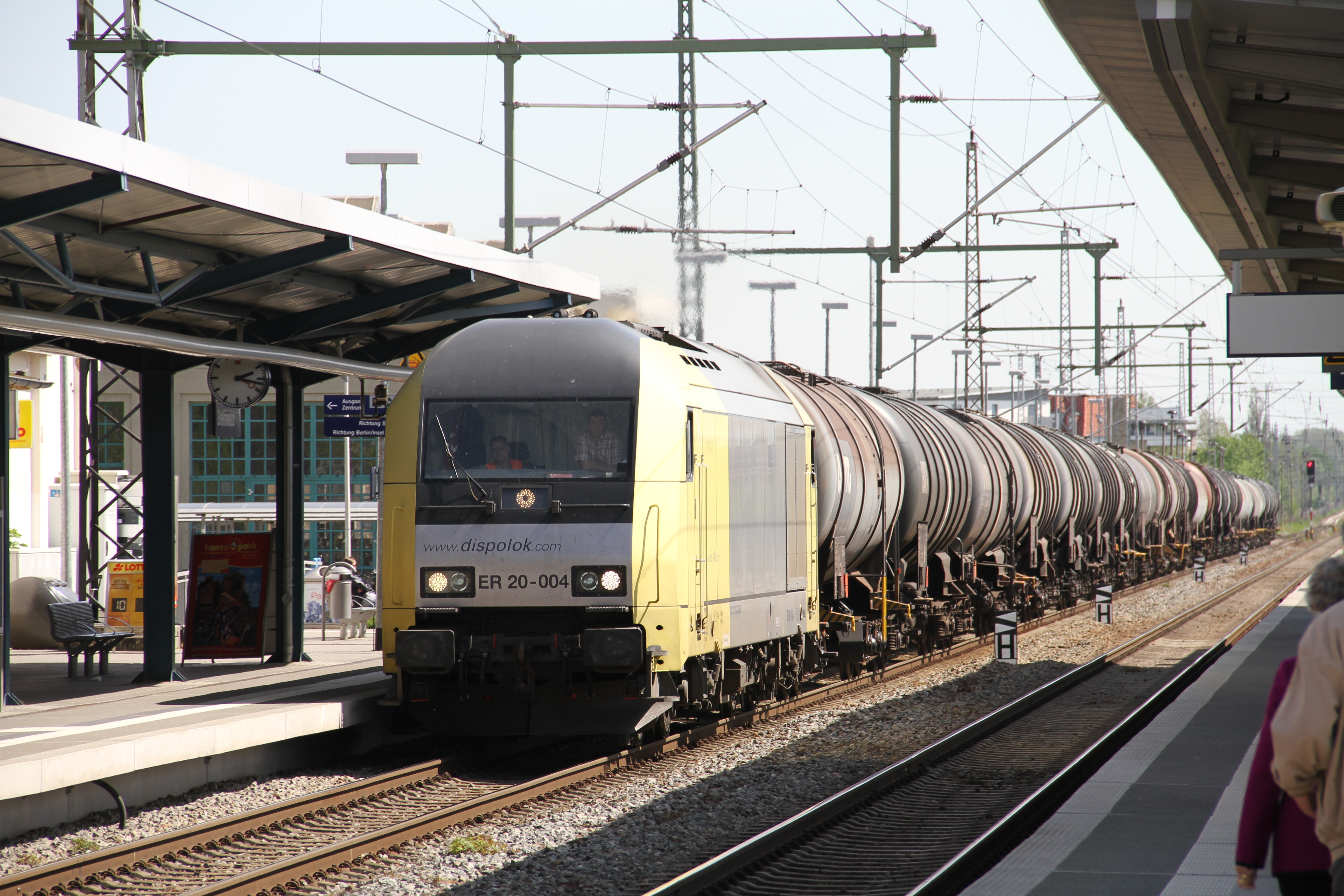
Güterzug bei der Bahnhofsdurchfahrt

Kurz nach der politischen Wende in der DDR 1989/1990 nahm sowohl der Personen- als auch der Güterverkehr spürbar ab, da sich dieser nun weitgehend auf die Straße verlagerte; es gab einen schrittweisen Übergang vom früheren Angebot zu vertakteten Linien. Im überregionalen Güterverkehr der Relation Großraum Berlin–Fährhafen Sassnitz-Mukran sank in den 1990er Jahren die Zahl der Züge aufgrund veränderter Warenströme, da seither viele Züge von und zu den Häfen in Rostock und Hamburg verkehren. Der zurückgegangene regionale Güterverkehr wurde durch die damalige DB Cargo AG ab Mitte der 1990er Jahre aus wirtschaftlichen Gründen unter anderem durch das Programm MORA C weiter eingeschränkt. Im Jahr 1993 fuhren im Schienenpersonenfernverkehr Züge der Interregio-Linie 36 von Stralsund über Berlin nach Frankfurt/Main. Diese Relation wurde im Jahr 2002 in die Intercity-Linie 15 umgewandelt. Außerdem fuhren 1993 auch noch Schnellzüge nach Schweden.

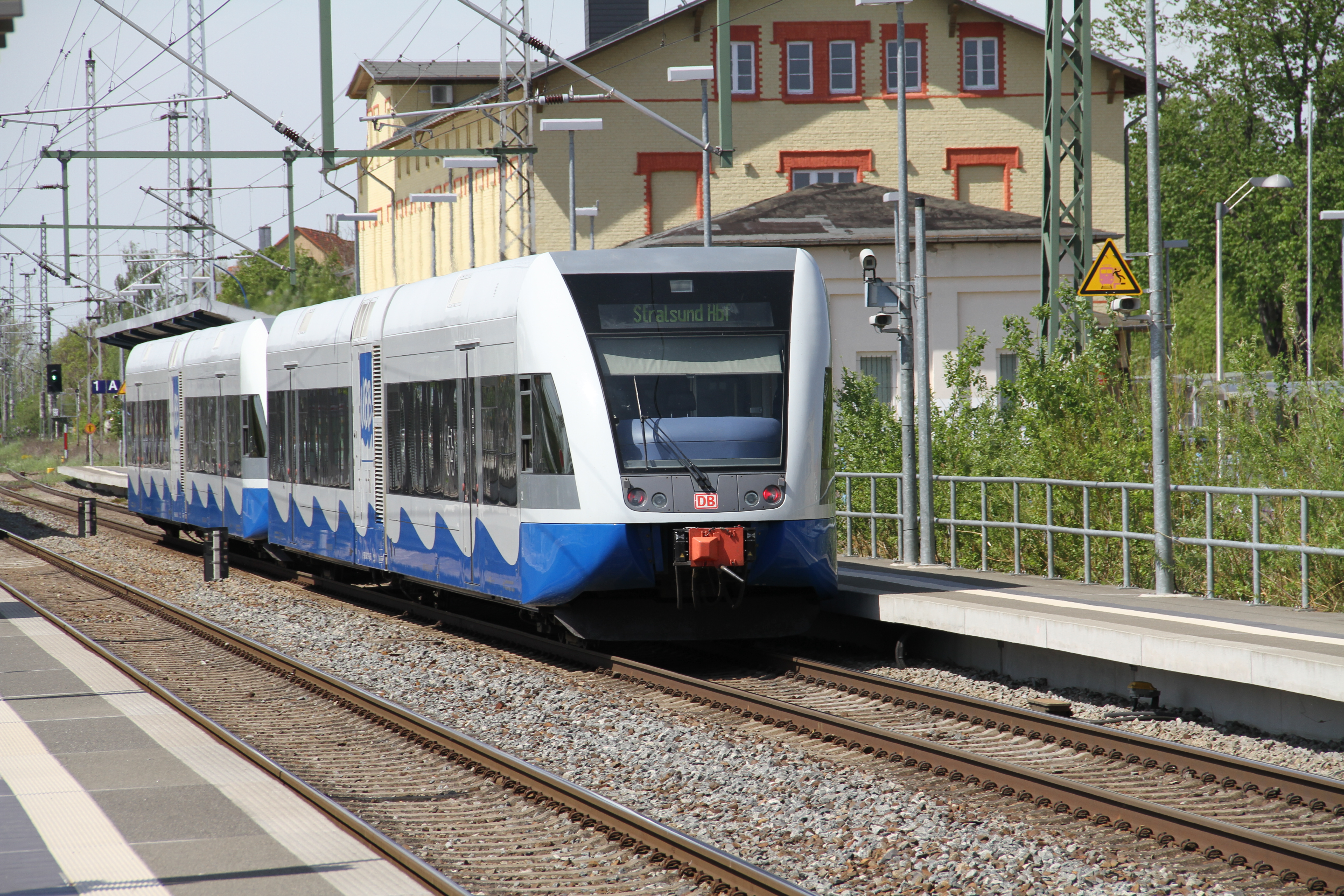
Triebwagen der UBB im Bahnhof

Ab Anfang der 2000er Jahre bis 2019 verkehrten zusätzlich zur Regional-Express-Linie RE 3 von DB Regio auch Züge der Usedomer Bäderbahn (UBB) von Stralsund über Greifswald direkt auf die Insel Usedom. Ab dem Fahrplanwechsel 2002 gab es im Fernverkehr neben der bestehenden IC-Linie auch die InterConnex-Linie 2 zwischen Stralsund und Zittau über Berlin, nach mehrmaliger Streckenänderung zwischen Stralsund und Dresden. Die Verbindung wurde zum Fahrplanwechsel 2006 wegen Unrentabilität eingestellt. Ab Dezember 2010 dünnte die Deutsche Bahn den Fernverkehr erheblich aus: Drei von fünf täglich fahrenden IC-Zügen auf der Strecke Berlin – Greifswald – Stralsund wurden gestrichen. Seitdem verkehrte täglich nur noch jeweils ein Zug der Linien IC 50 und EC 27. Nach anhaltenden Protesten aus Stralsund und Greifswald über reduzierte Zugverbindungen nach Berlin wurde ein ICE-Zugpaar der Linie 28 von München nach Stralsund versprochen, das seit März 2011 sonntags bis freitags in Richtung Stralsund und montags bis samstags in Richtung München verkehrt, mittlerweile täglich in beide Richtungen und samstags 2× in beide Richtungen. Seit April 2012 gibt es außerdem zwei Urlaubszüge der Linie ICE 14 an Sommerwochenenden zwischen Köln über Duisburg und Binz, welche die zuvor von Köln über Hamburg verkehrenden Züge ersetzen. Mittlerweile verkehren ungefähr im Zweistundentakt bis Berlin ICE-Züge der Linie 14. Ein ICE-Zugpaar verkehrt morgens in Richtung Hamburg und kommt abends von dort zurück. Auf der Strecke zum Hafen Ladebow finden vereinzelt auch Sonderfahrten statt.
Seit dem Fahrplanwechsel im Dezember 2019 verkehrt RE 10 zwischen Stralsund, Greifswald und Züssow, wo zu den Zügen der UBB in Richtung Usedom umgestiegen werden muss. Der RE 10 wird von der ODEG betrieben, zwei Zugpaare werden nach Rostock durchgebunden.
Mit dem 13. Juni 2021 nahm die RE-Linie 7 zwischen Greifswald und Stralsund mit fünf täglichen Zugpaaren ihren Betrieb auf. Durch diese Maßnahme sollen Anschlüsse für Fernreisende in Stralsund leichter erreicht werden. Das Vorhaben wurde notwendig, weil Greifswald mit Personenzügen nur unzureichend von Westmecklenburg und Hamburg zu erreichen ist. Die Linie sollte Mitte Januar 2022 wegen Bauarbeiten zunächst wieder eingestellt werden, wurde dann aber mit verringertem Angebot weiterbetrieben.

## Verkehrsanbindung
Der Bahnhof wird sowohl vom ICE der DB Fernverkehr als auch von Nahverkehrszügen von DB Regio und ODEG bedient.
| Linie                    | Linienverlauf                                                                                            | Takt (min)                                                 | EVU              |
| ------------------------ | --- | ---------------------------------------------------------- | ---------------- |
| ICE 15                   | (Ostseebad Binz –) Stralsund – Greifswald – Eberswalde – Berlin (– Halle – Erfurt – Frankfurt (Main))    | einzelne Züge                                              | DB Fernverkehr   |
| ICE 26                   | Greifswald – Stralsund – Rostock – Hamburg – Hannover – Kassel-Wilhelmshöhe – Frankfurt (Main)           | einzelner Zug                                              | DB Fernverkehr   |
| ICE 28                   | (Ostseebad Binz –) Stralsund – Greifswald – Eberswalde – Berlin (– Leipzig – Erfurt – München)           | einzelne Züge                                              | DB Fernverkehr   |
| RE 3                     | Stralsund – Greifswald – Pasewalk – Angermünde – Eberswalde – Berlin – Jüterbog – Lutherstadt Wittenberg | 120                                                        | DB Regio Nordost |
| RE 7                     | Greifswald – Miltzow – Stralsund                                                                         | einzelne Züge                                              | DB Regio Nordost |
| RE 10                    | Rostock – Ribnitz-Damgarten – Velgast – Stralsund – Greifswald – Züssow – Anklam – Pasewalk              | einzelne Züge (Rostock–Stralsund) 120 (Stralsund–Pasewalk) | ODEG             |
| Stand: 10. Dezember 2023 | |                                                            |                  |

## Kulturhaus der Eisenbahner

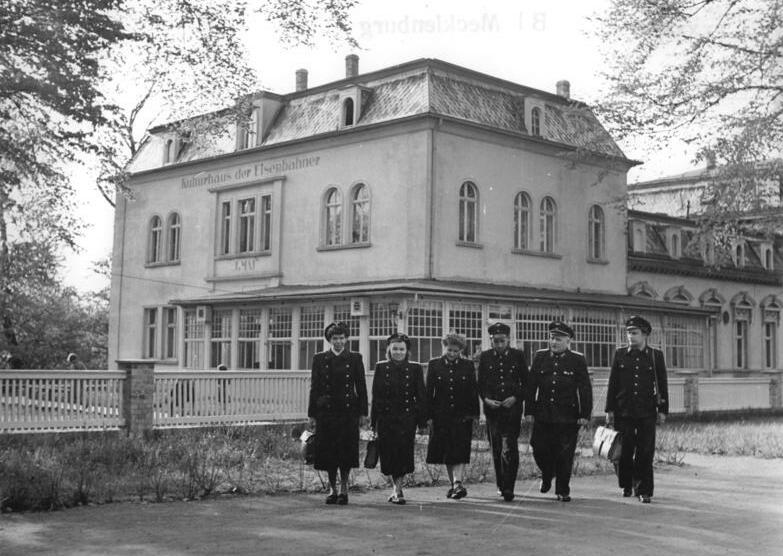
Kulturhaus der Eisenbahner

Das Kulturhaus der Eisenbahner lag nur wenige hundert Meter vom Bahnhof entfernt. Es war der Mittelpunkt des kulturellen Lebens der Eisenbahner Greifswalds und Umgebung. Sie trafen sich hier in ihren freien Stunden, um in Interessengemeinschaften zu arbeiten, ein Buch zu lesen oder um gesellig beisammen zu sein. Der Modellbahnclub Greifswald e. V. führte dort mehrmals Modellbahnausstellungen aus. Es wurde als Sol- und Moorbad gebaut. Das Gebäude beherbergt heute das Amtsgericht Greifswald sowie das Finanzgericht Mecklenburg-Vorpommern.

## Haltepunkt Greifswald Süd

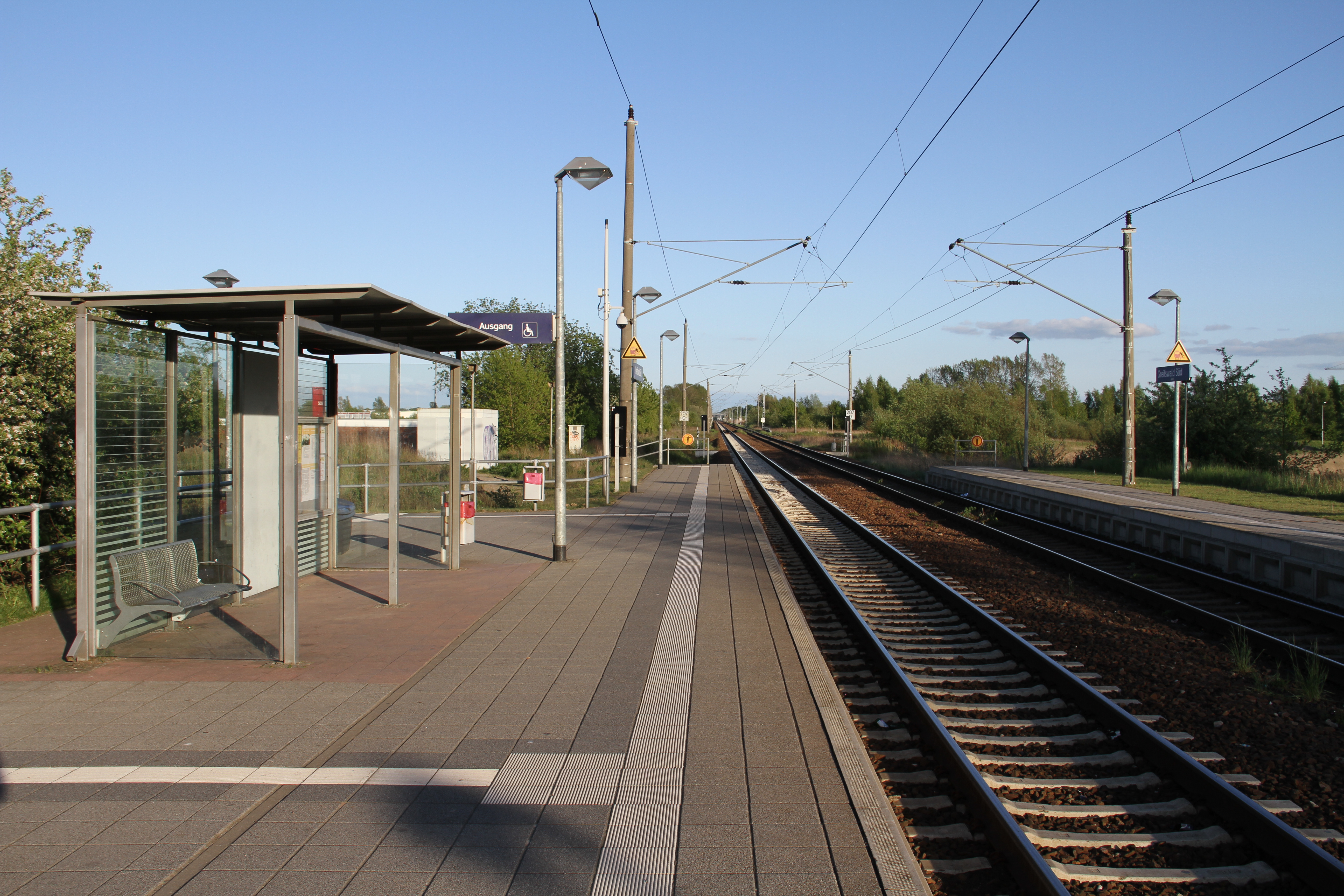
Haltepunkt Greifswald Süd

Im Süden von Greifswald liegt der Haltepunkt Greifswald Süd. Er liegt 2,6 km südlich vom Bahnhof Greifswald an der Bahnstrecke Angermünde–Stralsund. Der Haltepunkt schließt die Stadtteile Schönwalde I, Schönwalde II, Ostseeviertel (Ryckseite) und Ostseeviertel (Parkseite) an das SPNV-System an. Im Zuge des Baus des Kraftwerks Lubmin eröffnete 1969 auf der Bahnstrecke Schönewalde–Lubmin der Güterverkehr und am 1. Juni 1970 der Personenverkehr. Bis 17. April 1971 begannen und endeten die Züge nach und von Lubmin in Greifswald Süd, danach im um ein Gleis erweiterten Bahnhof Greifswald.
Den Haltepunkt bedienen die Züge des RE 3 und der RE 10 jeweils im Zweistundentakt. Er besitzt zwei Gleise mit jeweils einem 156 m langen und 55 cm hohen Bahnsteig. Er wurde im Jahr 2007 saniert.